# Liste der Monuments historiques in Cléden-Cap-Sizun
Die Liste der Monuments historiques in Cléden-Cap-Sizun führt die Monuments historiques in der französischen Gemeinde Cléden-Cap-Sizun auf.

## Liste der Bauwerke
| Bezeichnung                   | Beschreibung | Standort | Kennzeichnung | Schutzstatus | Datum | Bild           |
| ----------------------------- | ------------ | -------- | ------------- | ------------ | ----- | -------------- |
| Kapelle St-They               |              | (Lage)   | PA00089868    | Classé       | 1914  | weitere Bilder |
| Kirche St-Clet                |              | (Lage)   | PA00089869    | Inscrit      | 1930  | weitere Bilder |
| Oppidum                       |              | (Lage)   | PA00089870    | Classé       | 1921  |                |
| Site gallo-romain de Trouguer |              | (Lage)   | PA29000039    | Inscrit      | 2000  |                |

## Liste der Objekte

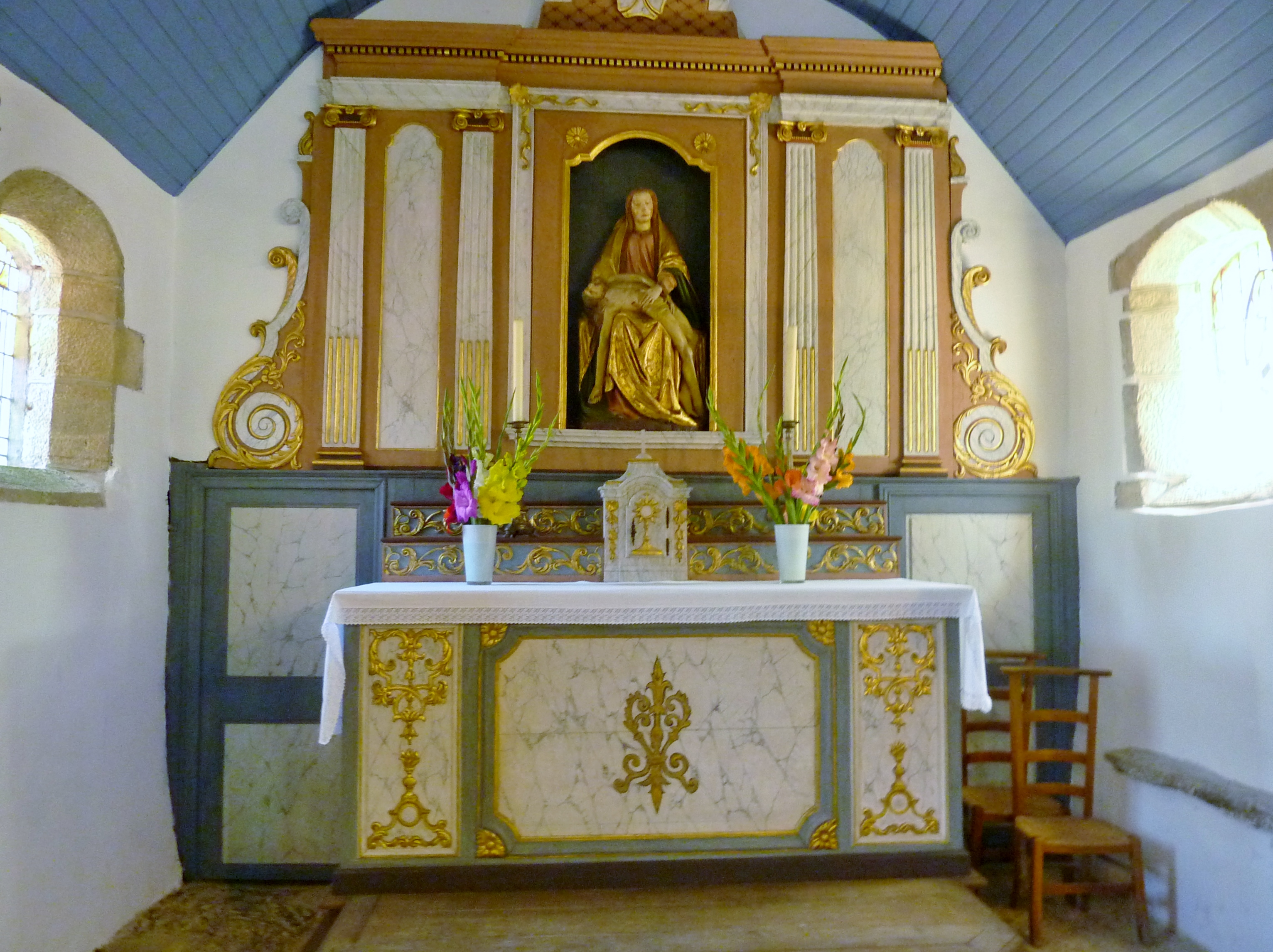
Altar und Retabel in der Kapelle Notre-Dame mit Pietà aus dem 16. Jahrhundert

- Monuments historiques (Objekte) in Cléden-Cap-Sizun in der Base Palissy des französischen Kultusministeriums